# كريس باترفيلد
كريس باترفيلد (بالإنجليزية: Chris Butterfield)‏ هو لاعب كرة قدم أمريكية أمريكي، ولد في 1974.